# Guy Thys
Guy Thys (6. prosinec 1922 Antverpy – 1. srpen 2003 Antverpy) byl belgický fotbalista a fotbalový trenér.
V letech 1939 až 1958 hrál jako útočník za kluby Beerschot VAC, Royal Daring Club Molenbeek, Standard Lutych a Cercle Brugge KSV. Odehrál 380 ligových zápasů a vstřelil v nich 189 branek. V roce 1954 vyhrál se Standardem Belgický fotbalový pohár. Nastoupil také ve dvou zápasech za belgickou reprezentaci (původně byl nominován již v roce 1940 k přátelskému zápasu s Nizozemskem, který byl zrušen kvůli německé invazi). 
Trenérské činnosti se věnoval od roku 1954 jako hrající trenér v Bruggách, první angažmá v roli hlavního trenéra získal v roce 1960 v klubu KFC Wezel Sport. S týmem Royal Antwerp FC se stal dvakrát belgickým vicemistrem. V roce 1976 byl jmenován hlavním trenérem belgického národního týmu. Thys za svého působení dokázal belgický fotbal vytáhnout z evropského průměru a dovést ke druhému místu na mistrovství Evropy ve fotbale 1980 a čtvrtému místu na mistrovství světa ve fotbale 1986. Angažmá ukončil v roce 1989, avšak před mistrovstvím světa ve fotbale 1990 byl povolán zpět a vedl reprezentaci až do května 1991, kdy ho nahradil Paul Van Himst. Až do své smrti v roce 2003 pracoval ve vedení Královské belgické fotbalové federace.
Celkem vedl reprezentaci v rekordních 114 zápasech, z toho bylo 19 vítězných. Thysovo vedení vycházelo z propracované defenzivní taktiky, kondiční vybavenosti hráčů i péče o dobrou atmosféru v týmu. Byl známý svým rozvážným vystupováním a velkou zálibou v doutnících. V roce 1986 ho časopis World Soccer vyhlásil světovým trenérem roku, je po něm pojmenována belgická trenérská cena i stadion v Etterbeeku.  
Jeho otec Ivan Thys byl členem týmu, který vyhrál olympijský fotbalový turnaj v roce 1920. Vnuk Arthur De Greef se stal profesionálním tenistou.